# Clethrophora
Clethrophora is een geslacht van vlinders van de familie visstaartjes (Nolidae), uit de onderfamilie Chloephorinae.

## Soorten
- C. angulipennis Prout, 1924
- C. distincta Leech, 1889
- C. gonophora Prout, 1924